# Sofía Ospina de Navarro
Sofía Ospina de Navarro (Medellín, 15 de abril de 1892-Medellín, 1974) fue una escritora costumbrista y periodista colombiana.  
Era hija del empresario y escritor Tulio Ospina y hermana del político Mariano Ospina Pérez, presidente de Colombia entre 1946 y 1950, y del empresario Tulio Ospina Pérez. Abuela de la periodista Ana Cristina Navarro.

## Biografía
Su mayor importancia en la sociedad antioqueña y medellinense reside en que Sofía Ospina de Navarro fue la primera mujer de su región que incursionó de lleno en la literatura y en el periodismo, aportando temas de marcado acento cívico y social, muy valiosos en medio de un mundo completamente masculino.
Escribió muchas obras de crónica, cuento, e incluso poesía. 
Como periodista, colaboró con los periódicos colombianos El Colombiano y El Espectador, y con muchas revistas, entre ellas Vida, Raza, Letras Universitarias y Progreso. Fue asimismo fundadora y directora durante muchos años de la revista femenina Letras y encajes, de un gran atractivo en la Colombia de su época.
De prosa natural y castiza, su estilo es ameno y fácil, sencillo y agradable, de extraordinaria fluidez.
Cofundadora Junto al reverendo padre Isidoro López y Don Gabriel Fernández en 1951 de la Asociación Universitaria de Antioquia "AUDEA".

## Obras y legados
Gracias a su agudo sentido de observación, escribió con humor y facilidad cuentos y crónicas que detallan el Medellín de su tiempo.
Entre sus publicaciones más difundidas figuran:
- La cartilla del hogar
- Cuentos y crónicas
- La buena mesa
- Delicias hogareñas
- Don de gentes
- La abuela cuenta.

Algunos Cuentos:
- Milagro (laureado en 1926)
- Oyendo a un paisa
- La familia Morales.

Uno de sus poemas más conocidos es Navidad antioqueña.

## Homenajes
Dada su considerable participación en la vida del Medellín de su tiempo, doña Sofía Ospina de Navarro mereció muchos reconocimientos de su comunidad, entre ellos el de “Matrona Emblemática de Antioquia”. 
El famoso escritor y filósofo Fernándo González decía de ella, comentando alguna de sus obras: "Con su libro, Sofía Ospina de Navarro estará alto en las bibliotecas de quienes se sepan hijos del sol y de la tierra, juncos sembrados en el humus para florecer entre el cielo que cobija al Valle de Aburrá".
Un corto ejemplo de su estilo se puede apreciar en su trozo Una noche en Tierradentro (enlace roto disponible en Internet Archive; véase el historial, la primera versión y la última)., escrito en 1926.
De Sofía Ospina de Navarro queda además un voluminoso legado referente a la culinaria paisa.